# Estación de Barcelona-La Sagrera

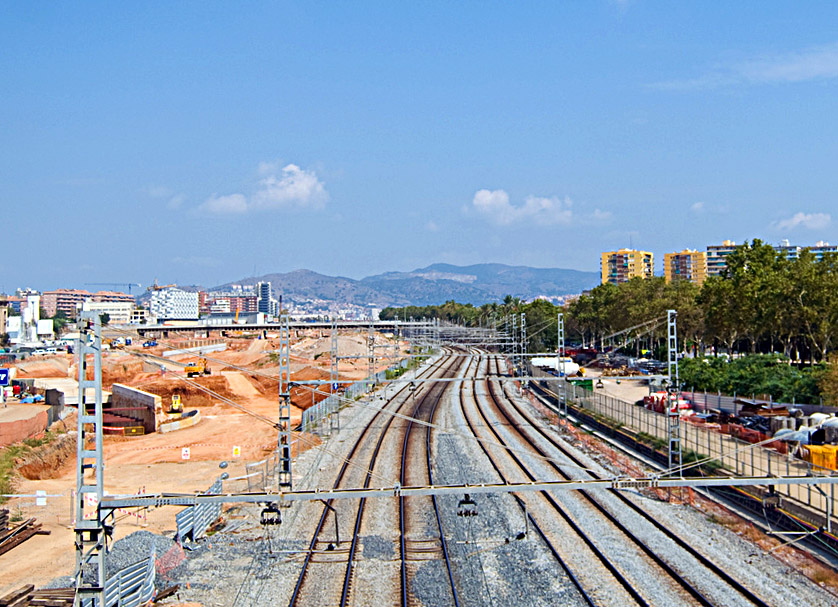
Estado de las obras de la estación en septiembre de 2009.

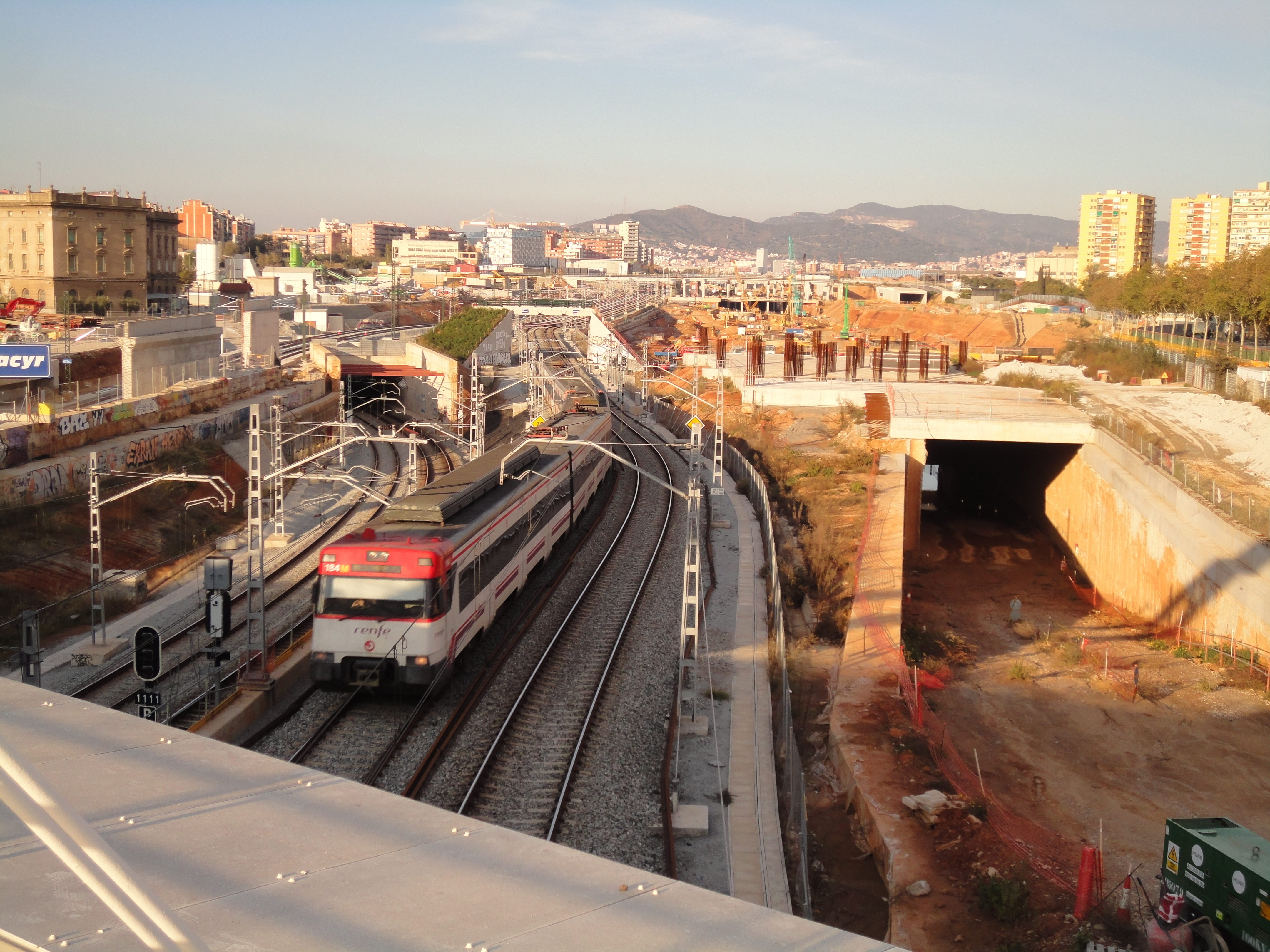
Estado de las obras de la estación en diciembre de 2012.

La estación de Barcelona-La Sagrera o Sagrera | TAV es una estación ferroviaria intermodal actualmente en construcción en la ciudad de Barcelona. La ejecución de las obras se inició en el año 2009, pero se paralizaron desde 2015 hasta 2018 y no hay fecha de apertura. Está ubicada en el barrio de La Sagrera, en el distrito barcelones de San Martín y, una vez finalizada su construcción, será el edificio más grande de la ciudad,la mayor infraestructura ferroviaria de España y una de las más grandes de la Unión Europea.
La estación, que está diseñada para que tenga un tráfico anual superior a los cien millones de viajeros, es en dimensiones comparable con la Terminal 1 del Aeropuerto de Barcelona-El Prat. Dispondrá de servicios de alta velocidad, larga y media distancia, regionales, cercanías, metro y estación de autobuses interurbanos.
La estación contará con 8 vías de ancho UIC para trenes de Alta Velocidad (Renfe, SNCF, ILSA, etc) y 8 vías de ancho ibérico para los servicios de cercanías y regionales de Rodalies de Catalunya, Media Distancia y Larga Distancia.

## Historia
La idea de construir una gran instalación en Barcelona donde confluyeran varios medios de transporte se remonta a los años 1980, pero no se hizo el primer proyecto hasta 1996 mediante una modificación del plan general metropolitano. En el último trimestre de 1997, se publicó el proyecto de construcción de una futura estación término, con servicios de trenes de alta velocidad, cercanías y metro, situada en el barrio barcelonés de La Sagrera. Esta estación hubiese abarcado una superficie de 230 hectáreas y requerido una inversión de 62 000 millones de pesetas (373 millones de euros aproximadamente). Dicho proyecto no se llegó a realizar ya que las obras de la línea de alta velocidad entre Madrid-Barcelona-Francia no se proyectaron hasta finales de los años 90.

### La estación en la LAV Madrid-Barcelona-Francia
El plan de construcción de la estación de la Sagrera como se conoce actualmente no empezó a tomar forma hasta la publicación del proyecto de la línea de alta velocidad Madrid-Zaragoza-Barcelona-frontera francesa, donde la estación se ubica al norte de Barcelona, en un extremo del Túnel de alta velocidad Sants-La Sagrera (también conocido como Túnel del Eixample). El presupuesto total previsto para la construcción de la estación es de 589,2 millones de euros, y la convierte hasta la fecha en la mayor obra ferroviaria adjudicada en España. El proyecto de la estación está incluido en el conjunto de infraestructuras y urbanización de los sectores de San Andrés de Palomar y La Sagrera, que representan el proyecto de mayor inversión económica a desarrollar en la ciudad de Barcelona entre los años 2010 y 2016, con inversión global de 2250 millones de euros.
En marzo de 2003 se inaugura el primer tramo de la línea de alta velocidad entre Madrid, Zaragoza y Lérida. Tres años más tarde, el 19 de diciembre de 2006 se inauguró el tramo entre Lérida y Tarragona y se previó el 2007 como fecha de inauguración del tramo hasta Barcelona, sin embargo, dicho tramo no entró en servicio hasta el 20 de febrero de 2008. José Blanco López, ministro de fomento en ese año, aseguró que la estación de la Sagrera y la línea de alta velocidad a Figueras estarían inauguradas a finales de 2012. La adjudicación de las obras de la estación se produjo en el 2009, quedando pendiente el proyecto de redacción de la arquitectura interior, con un coste estimado de 117 millones de euros, y las instalaciones, cifradas en 119 millones de euros. En mayo de 2010 empezaron los traslados provisionales de las 4 vías que pasaban por el emplazamiento de la futura estación (líneas Barcelona-Portbou y Barcelona-Mataró-Massanet Massanas).
El 21 de junio de 2010, comenzaron las obras de la primera fase de ejecución de los accesos y estructura de la estación con la colocación de la primera piedra por parte de José Blanco López, ministro de fomento en 2010. A partir de esa fecha, la construcción de la estación es el proyecto de soterramiento ferroviario más importante de Europa, con una superficie que abarca treinta y ocho hectáreas. El presupuesto de esta primera fase fue de casi 600 millones de euros de los cuales, 366 millones de euros se destinaron a los accesos y 223 millones de euros a la estructura. El 19 de diciembre de 2010 se inaugura la Línea de alta velocidad Perpiñán-Figueras y se retrasa hasta el 2016 la fecha de inauguración de la estación de La Sagrera debido a la crisis económica que empezó en 2008, y que supuso un recorte en la inversión pública en España de 6045 millones de euros.
Adif anunció el 9 de noviembre de 2012 que el 26 de noviembre de 2012 se electrificaría el tramo de vía entre la estación de Sants y Mollet del Vallès, incluyendo las vías de ancho UIC que pasan por la zona en obras de la estación de La Sagrera y, la previsión que el Ministerio de Fomento mantiene de forma oficial es que los trenes de alta velocidad empezarían a circular sin interrupción de Barcelona a París y viceversa en abril de 2013. El 30 de enero de 2012 se empezó a demoler el Pont del Treball Digne (Puente del Trabajo Digno) que unía los distritos de San Andrés y San Martín, con una duración total de la obra de 3 meses. Ana Pastor, ministra de fomento desde finales de 2011, anunció el 22 de noviembre de 2012 que el tramo entre la Estación de Barcelona-Sants y Estación de Figueras-Vilafan entraría en servicio en enero de 2013, una vez finalizadas las obras de dicho tramo que fueron previstas para diciembre de 2012.
A finales de octubre de 2012, Renfe operadora realizó pruebas con trenes série 103 entre el nudo de Mollet del Vallès y Viloví de Oñar (Gerona), y el 4 de diciembre de 2012 comenzaron las pruebas de validación técnica de la infraestructura y superestructura entre Estación de Barcelona-Sants y Figueras-Vilafan. El 7 de diciembre de 2012 se anuncia mediante comunicado que el tramo entre Estación de Barcelona-Sants y Figueras-Vilafant se inauguraría el 8 de enero de 2013. El 17 de diciembre de 2012, se iniciaron las pruebas en el nuevo tramo entre Barcelona-Sants y Figueras-Vilafant de la LAV Madrid-Barcelona-Francia con trenes comerciales de la série 103 operados por Renfe Operadora. A finales de enero de 2013, el Adif empezó los trabajos previos para la construcción de los accesos ferroviarios definitivos a la estación. 
Dichos trabajos correspondieron al traslado, provisionalmente, de las vías de la línea ferroviario Barcelona-Mataró-Massanet. También, el Ayuntamiento de Barcelona inició conversaciones con el Ministerio de Fomento para abaratar los costes de la estación, con el objetivo de no retrasar aún más su puesta en servicio.

### Año 2013. Reducción del presupuesto
La llegada de la crisis financiera de 2008 comportó que el proyecto de la estación no se librase de los recortes en inversiones. El 10 de julio de 2013 el Ministerio de Fomento llegó a un acuerdo con la Generalidad de Cataluña y el Ayuntamiento de Barcelona para reducir los costes de la estación, que pasaban de los 820 millones de euros previstos a un máximo de 650 millones. La reducción del coste consistió en reconsiderar las partes de la infraestructura con presupuestos más elevados —supresión del quinto andén de 200 metros previsto en el nivel de alta velocidad, modificación de la cubierta, supresión de elementos ornamentales y la deducción del importe total de la estación de las asignaciones que deben asumir otras administraciones o la Sociedad Barcelona Sagrera Alta Velocidad— sin cambiar el esquema ferroviario proyectado. El nuevo presupuesto aprobado para la estación —650 millones de euros— se financiarán con 255 millones de la aplicación de la disposición adicional tercera del Estatuto de Autonomía de Cataluña, 28 millones de las plusvalías urbanísticas y entre 300 y 350 millones del concurso que convocará Adif para la gestión a 60 años de los 6000 metros cuadrados de techo comercial en el vestíbulo de la estación.

### Restos arqueológicos

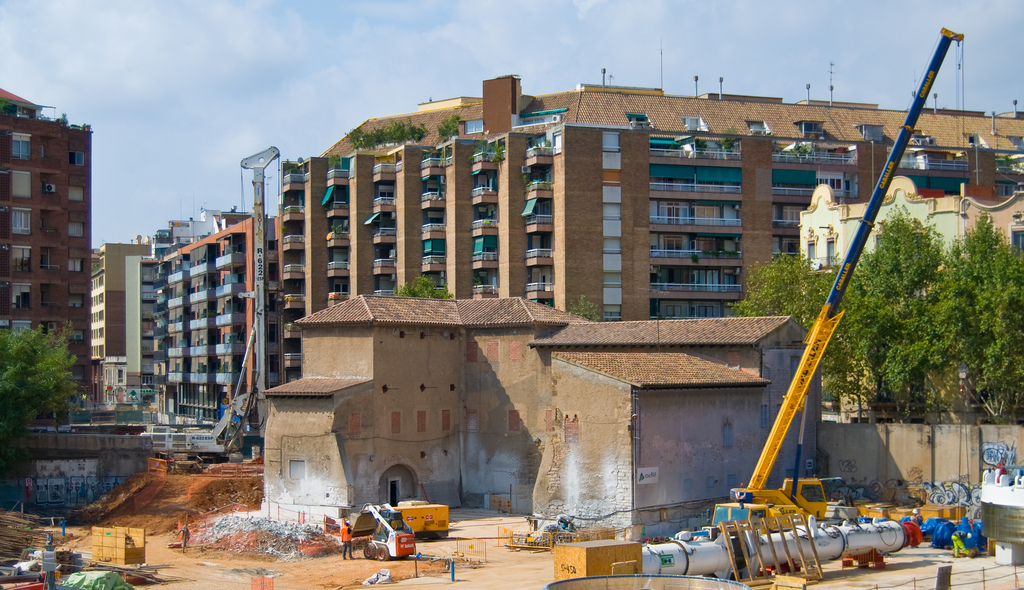
Torre del fang, ubicada en el barrio de La Sagrera y próxima a la futura estación de la Sagrera, donde se aprecian las obras de construcción de la misma.

A lo largo de la construcción de la estación de la Sagrera se han descubierto importantes hallazgos arqueológicos de diferentes épocas históricas. A mediados de agosto de 2011 se descubrieron restos de estructuras de la época ibérica y una villa romana, previsiblemente del siglo IV o V, en las proximidades del antiguo Puente del Treball Digne. El hallazgo se trata de una villa termal de 1100 m², según el Ayuntamiento de Barcelona, y los restos arqueológicos encontrados corresponden a mosaicos, pinturas y restos de edificios romanos. El Adif comunicó el hallazgo al consistorio barcelonés quien, conjuntamente con la Generalidad de Cataluña, lo catalogaron y documentaron. Este notable hallazgo en la zona de obras de la futura estación provocó la paralización temporal de las obras y la movilización de unos 50 expertos arqueológicos provenientes del Ayuntamiento de Barcelona, la Generalidad de Cataluña y el Museo de Historia de Barcelona, con un coste aproximado de 750 000 euros. Una vez catalogada la villa romana, fue desmantelada y sólo se conservan unas pocas piezas entre las que destaca un mosaico romano opus tessellatum de aproximadamente 50 m², que fue trasladado al laboratorio arqueológico del Museo de Historia de Barcelona para su limpieza y estudio. Vecinos del barrio de La Sagrera solicitaron que los restos, actualmente sin determinar la ubicación final que ocuparán, se expusieran en la Torre del fang, masía del siglo XIV ubicada en las proximidades de la estación, aunque se descarta la propuesta vecinal por la falta de espacio interior que dispone el edificio.
A principios de octubre de 2011 se descubrió un sepulcro y fosas del período neolítico. El sepulcro tenía una anchura de 1,30 metros y 1,20 metros de largo y contenía los restos de un individuo masculino adulto. Los trabajos de excavación cercanos al sepúlcro acabaron a mediados de septiembre de 2012, documentando un total de doscientos siete muertos (restos de individuo completos), ciento cincuenta restos articulados (más de tres huesos en conexión anatómica) y cinco mil huesos aislados. Los restos fueron trasladados al almacén del Museo de Historia de Barcelona ubicado en la Zona Franca de Barcelona, donde se les practicó un estudio antropológico y poblacional.
En abril de 2012 se hallaron un centenar de esqueletos correspondientes a militares de la época de la Guerra dels Segadors (1640-1652). Según las estimaciones preliminares que hicieron los arqueólogos, los restos eran de personas de entre veinte y cuarenta años de edad y no mostraban señales de disparos o heridas mortales en los huesos. La hipótesis más fundamentada sobre la causa de la muerte de las personas halladas es debido a la enfermedad de la peste, ya que hubo una fuerte epidemia durante uno de los asedios que sufrió Barcelona en esa época. Estos restos fueron trasladados igualmente al almacén del Museo de Historia de Barcelona.
En septiembre de 2012, nuevas excavaciones hallaron rasas de viñedos, tres tinajas cerámicas y estructuras de prensa romanas, tipo arca lapidum, que datan de finales del siglo I principios del siglo II. Las prensas romanas encontradas corresponden a tres fosas muy similares a las dos grandes prensas romanas de vino documentadas en el yacimiento de Veral de Vallmora en Cataluña, que pueden visitarse en el "Parque Arqueológico Cella Vinaria" de Teyá (Barcelona). Las tres tinajas de cerámica se conservaron pero, los otros restos arqueológicos encontrados, se documentaron y destruyeron como ya se hizo con la villa romana encontrada en agosto de 2011.
En abril de 2013 se descubrió una cabeza escultórica de mármol de la época romana, datada entre los siglos I y II. Isabel Rodà, catedrática de arqueología de la Universidad de Barcelona, explicó que el hallazgo se correspondía al dios menor Sileno —sátiro que pertenecía a la comitiva del dios del vino y que era representado por un hombre anciano y calvo, entre otros atributos— y fue encontrado en la villa romana cerca del Puente del Treball Digne.

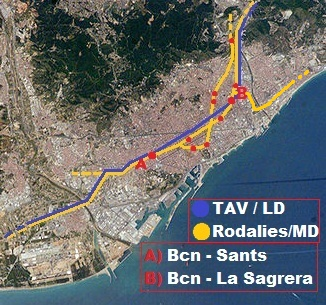
Relación de los servicios de ferrocarril y su itinerario por Barcelona una vez operativa la estación de la Sagrera.

### Nomenclaturas de la estación
La estación recibe diferentes denominaciones según los medios de transporte que confluyen en ella. Para la estación de trenes se denomina Barcelona-La Sagrera, el metro de Barcelona Sagrera | TAV  y falta confirmar el nombre que se usará para la estación de autobuses interurbanos. Jordi Hereu, alcalde de Barcelona entre el 2006 y 2011, propuso en octubre de 2008 que la estación se llamase Europa pero los vecinos de La Sagrera y San Martín expresaron su rechazo a la propuesta del alcalde.

### Futuro de la estación
Las previsiones de pasajeros que tendrá la estación anualmente es de 92 millones de pasajeros (contando todos los servicios), 50 millones más que en la estación de Barcelona-Sants en 2008 y casi tres veces más que los del Aeropuerto de Barcelona-El Prat en 2011. La cifra es la suma de usuarios previstos para el AVE (22 500 000), cercanías (39 000 000), metro (15 500 000) y usuarios que utilicen la autobuses o accedan a la estación en vehículo privado o taxi, que se estiman en 12,2 millones de personas.

## Reforma urbanística
La construcción de la estación está incluida dentro de un gran proyecto de transformación urbanística que afecta a ciento sesenta y cuatro hectáreas de los distritos de San Andrés y San Martín. Esta transformación pretende conectar estos dos barrios que están separados actualmente por las vías de ferrocarril que discurren a cielo abierto, mediante la cobertura de 38 hectáreas de vías, lo que supuso el proyecto de soterramiento ferroviario más grande de toda Europa cuando se aprobó.
De las ciento sesenta y cuatro hectáreas que se van a reformar, un 80 % se dedicarán a zonas verdes y equipamientos, y un 20 % a zonas residenciales. Se prevén construir 13 000 viviendas nuevas, de las cuales el 43 % serán de protección oficial, en las que vivirán un total de veinticinco mil personas. Se edificarán comercios y oficinas que ocuparán una superficie de 140 000 m² y hoteles con ochocientas camas aproximadamente, en una superficie de 35 000 m².

### Parque delCamí Comtal
La reforma urbanística contempla la creación del Parque del Camí Comtal (en español, Parque del Camino Condal), que será la mayor zona verde de Barcelona y dispondrá varios accesos desde el parque a la estación. El parque, que ocupará una superficie de 40 hectáreas repartidas a lo largo de una franja de cuatro kilómetros sobre la cubierta de las vías del tren en la Sagrera y San Andrés de Palomar, tendrá cinco paisajes con bosques, huertos, fuentes, equipamientos y áreas de descanso. El presupuesto para la construcción del parque se estima en 72,5 millones de euros y su apertura será progresiva, siendo 2019 el año previsto para la inauguración de la primera fase.

Vista en alzado de la distribución de los servicios en la estación de la Sagrera. En 2013 se decidió no construir el quinto andén de la zona de alta velocidad.

## Disposición
La estación de la Sagrera ocupará una superficie de casi 259 000 m², estará soterrada y será un intercambiador organizado en diversos niveles donde confluirán los servicios de alta velocidad (AVE, Iryo, Ouigo y TGV inOui, etc), larga y media distancia, cercanías, metro y la estación de autobuses interurbanos. Todos los niveles estarán comunicados mediante un gran patio de conexiones.

### (descartado) Cuarto nivel - Vestíbulo de Alta Velocidad

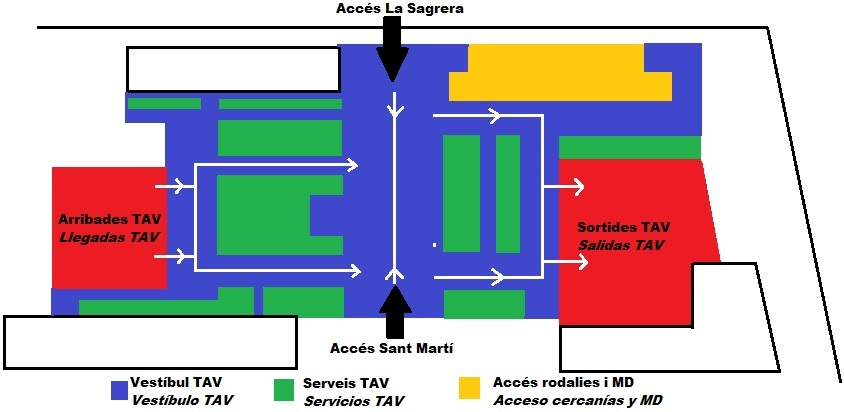
Disposición de los servicios en el primer nivel de la estación.

En el cuarto nivel se iba a ubicar el vestíbulo principal de la alta velocidad con zona comercial y taquillas de venta de billetes. El acceso principal al nivel se iba a hacer desde el lado montaña, en el barrio de la Sagrera.
Finalmente para ahorrar costes se ha descartado su construcción y el vestíbulo estará situado en el tercer nivel exclusivamente, compartiendo espacio Alta Velocidad, Cercanías y Regionales.

### Tercer nivel - Vías de Alta Velocidad
En el tercer nivel se ubicarán los andenes de la línea de alta velocidad Madrid-Barcelona-Francia. En total habrá 8 vías de ancho estándar y cuatro andenes con un ancho de 12 metros y 400 metros de longitud. En este nivel también se ubicará la estación de autobuses interurbanos con veintidós dársenas para realizar operaciones comerciales y un aparcamiento de cuatro mil setecientas plazas.
El 10 de julio de 2013 se acordó reducir costes en la construcción de la estación y se decidió descartar la construcción de un quinto andén de 200 metros con dos vías extras (el plan eran 10 vías de Alta Velocidad).
También habrá acceso a la estación del metro, por donde circulará el tubo de la L9/L10 y el tubo de la L4, con dos pisos, uno por cada sentido de circulación: habrá un acceso central entre línea L4 y las líneas L9 y L10.

### Segundo nivel - Gran Vestíbulo (Cercanías/Rodalies)
En el segundo nivel se ubicará un gran vestíbulo, entre los andenes de la alta velocitad y cercanías, que tendrá dos niveles: el nivel superior permitirá el acceso a la estación desde el Parque del Camí Comtal lado San Martín y el nivel inferior y principal, que contendrá los vestíbulos de cercanías y metro. Al lado del gran vestíbulo se situará el aparcamiento distribuido en dos plantas, que tendrá capacidad para dos mil setecientos vehículos.
Para ahorrar costes se ha decidido integrar en el mismo piso el acceso a Alta Velocidad/Larga Distancia y Cercanías/Regionales.

### Primer nivel - Vías del Cercanías
En el primer nivel se ubicarán cuatro andenes de 240 metros de longitud con 8 vías de ancho ibérico para las líneas de Rodalies de Cataluña y media distancia.